# Wilejsze
Wilejsze (biał. Вілейшы; ros. Вилейши) – wieś na Białorusi, w obwodzie grodzieńskim, w rejonie świsłockim, w sielsowiecie Werdomicze.
Dawniej wieś, majątek ziemski i chutor. W dwudziestoleciu międzywojennym leżały w Polsce, w województwie białostockim, w powiecie wołkowyskim, do 30 grudnia 1922 w gminie Święcica, następnie w gminie Porozów.